# Ли Чжагём
Ли Чжагём (кор. 이자겸, ханча 李資謙, ?-1126) – политик династии Корё; принадлежал к клану Ли из уезда Кёнвон. Отец королевы Сундок, жены короля Йеджона, а также дед короля Инджона. 

## Биография

### Происхождение
Его отцом был Ли Хо, матерью — дочь чиновника Чхве Сачху, принадлежавшего к клану Чхве из Хэджу. Кёнвонский клан образовался в период перехода от Силла к Корё и усилил позиции, когда внучка основателя клана стала женой короля Хёнджона. Однако, несмотря на родство с правящей семьей, клан не считался аристократическим. Род прочно утвердился как дворянский, только когда главой стал Ли Чжаён, дед Ли Чжагёма.

### Государственная деятельность
Благодаря родству клана Ли с монаршьей семьей Ли Чжагём легко стал государственным служащим и, в довесок к этому, получил военный чин, сравнимый в настоящий время со званием майора. С момента вступления дочери Ли Чжагёма в брак в 1108 году его позиции при дворе сильно укрепились. Несмотря на нарастающую власть чиновника, авторитет Ли не являлся угрозой для королевской семьи, так как правитель Йеджон уравновесил политические силы для предотвращения единоличного господства. Так, основным противником Ли Чжагёма и его сторонников являлась фракция Хан Анина.
Ситуация резко меняется в 1122 году, когда умирает король и на престол возводят Инджона, внука Ли Чжагёма. С помощью интриг политик расправляется с младшим братом покойного правителя — принцем Тэбангоном — и избавляется от выступавших в качестве лидеров оппозиционной фракции Хан Анина и Мун Гонина, включая около пятьдесяти их сторонников.
Чтобы укрепить власть ещё сильнее, он отдал своих третью и четвёртую дочерей в наложницы внуку. Вся власть во дворце была фактически сосредоточена вокруг Ли Чжагёма. Проводя указы, выгодные для чиновника, он стал захватывать чужие земельные владения. Более того, он учредил новый государственный пост чжигунгукса (кор. 지군국사, ханча 知軍國事), который занимался не только внутри и внешнеполитическими вопросами, но и контролировал военную сферу государства, и назначил себя на эту должность. Ли Чжагём был посредником в подписании экономического договора с империей Сун, которой стал поставлять товары, сделанные в пределах государства Корё.

## Восстание Ли Чжагёма
К 1126 году Кёнвонский клан Ли стал самым могущественным семейством в государстве. Однако сила не пришла мгновенно. До того как Ли Чжагём официально стал чиновником, клан уже обладал весомым авторитетом среди других существующих, хоть и не был сильнейшим. Постоянное увеличение капитала и территорий, а также родство с монаршьей семьей делало аристократические привилегии Ли всё многочисленнее. Их власть и богатство становились сильнее, и клан процветал благодаря повторным бракам с королевской семьей. Они пытались расширить аномальную власть Кёнвонского рода, используя берущий начало из ранней династии Корё монарший обычай брака между братом и сестрой, которым злоупотребляли ещё со времён основателя клана — Ли Хогёма.
Ли Чжагём увеличил власть клана в стране в многократном размере, практически возведя её абсолют. Все основные государственные посты. Ли заняты его родственниками, третья и четвёртая дочери были наложницами короля Инджона, который являлся кровным внуком Ли Чжагёма. Клан получил в распоряжение огромный денежный капитал, и невероятная власть позволяла им незаконно оккупировать чужие территории и особняки. Было широко распространено открытое взяточничество, и многочисленные подарки лились рекой. Несмотря на практически неограниченную власть, амбиции Ли Чжагёма не были удовлетворены полностью.
С момента, как Ли Чжагём заставил короля Инджона принять меры, чтобы чиновник получил должность чжигунгукса, правитель проникся к нему ненавистью. В 25 февраля 1126 года высокопоставленные сановники во главе с Ким Чханом и Ан Борином создали тайную группировку с целью свержения Ли Чжагёма, а также его верных соратников, включая Чхок Чунгёна. В организацию также входили Чи Ногъён, военачальники Чхве Тхак и О Тхак, генералы Квон Су и Ко Сок и др. Зная о настроениях короля, аристократы рассказали ему о планах свержения фракции. Король отправил Ким Чхана к приближенным советникам Ли Су и Ким Инчжону, чтобы проработать план. Основные лидеры движения были чиновниками низкого ранка либо военными, выступавшими против коррумпированной старой аристократии и защищавшими власть монарха. Ли Чжагём не остался в стороне и на этот раз: в ответ на действия оппозиции он собрал своих сторонников для обсуждения мер противодействия. В ночь Чхок Чунгён выступил с войском фракции, чем поставил оппозицию в тупик. брата и племянника Чхок Чунгёна, Чхок Чжунсина и Чхок Суна. Попытка свергнуть фракцию Ли потерпела неудачу: подчиненные Ли Чжагёму войска смогли подавить выступление оппозиции. Однако без жертв не обошлось: брат и племянник Чхок Чунгёна – Чхок Чжунсин и Чхок Сун погибли в сражении. Лидеры оппозиции, включая Чи Ногъёна и Ким Чхана, были сосланы в дальние места, причём Чи Ногъён даже не смог добраться до места ссылки: он был убит в дороге. Бесчисленное количество мятежников было схвачено и казнено. Королевская власть была утрачена из-за возвышения Ли Чжагёма и его фракции. Дворцовый ансамбль Ёнгёнгуна был практически полностью разрушен, нетронутыми остались только три административных павильона.
В марте Ли Чжагём посадил монарха под домашний арест и внедрил своих людей в оппозицию. Таким образом, ограничив свободу передвижения правителя, он отделил Инджона от ведения государственных дел, что позволило стать фракции ещё могущественнее.
Однако правлению Ли Чжагёма было суждено закончиться. Среди внешних причин выделяют давление со стороны государства Цзинь; второе требовало от Корё признания в качестве государства-сюзерена. С другой стороны, наблюдался разлад внутри самой фракции: множество чиновников не хотели принимать ультиматум государства. Более того, Чхок Чунгён, который считался самым верным соратником Ли Чжагёма, ведя переписку с королём Инджоном, обещавшим простить ему прошлые преступления, начинал постепенно отдаляться от союзников. Смерть брата и племянника оставили отпечаток в его душе: Чхок Чунгён боялся закончить так же как и они. При помощи бывшего союзника в мае 1226 года Ли Чжагём был схвачен и вместе с сыновьями и дочерьми, потерявшими статус королевских наложниц, отправлен в ссылку. Чхок Чунгён, несмотря на помощь монаршьей семье, тоже подвергся опале и через год, в мае 1227 года, был сослан на остров Амтхадо.